# قطعنامه ۲۱۸ شورای امنیت
قطعنامه ۲۱۸ شورای امنیت سازمان ملل متحد که در تاریخ ۱۲ نوامبر ۱۹۶۵ تصویب شد، سندی بین‌المللی دربارهٔ سؤال در رابطه با سرزمین‌های تحت حکومت پرتغال است. این قطعنامه طی نشست ۱۲۶۸ام
با ۷ موافق، ۰ مخالف و۴ ممتنع تصویب شد.